# Dopeboy
Dopeboy är en låt av Adam Tensta och Eboi. Låten är Adam Tenstas femte singel och finns med på hans debutalbum It's a Tensta Thing som släpptes 2007 på skivbolaget K-Werks.